# Moira (Goa)
Pour les articles homonymes, voir Moira (homonymie).
 (avril 2021).
La mise en forme du texte ne suit pas les recommandations de Wikipédia : il faut le « wikifier ».
Les points d'amélioration suivants sont les cas les plus fréquents :
- Les titres sont pré-formatés par le logiciel. Ils ne sont ni en capitales, ni en gras.
- Le texte ne doit pas être écrit en capitales (les noms de famille non plus), ni en gras, ni en italique, ni en « petit »…
- Le gras n'est utilisé que pour surligner le titre de l'article dans l'introduction, une seule fois.
- L'italique est rarement utilisé : mots en langue étrangère, titres d'œuvres, noms de bateaux, etc.
- Les citations ne sont pas en italique mais en corps de texte normal. Elles sont entourées par des guillemets français : « et ».
- Les listes à puces sont à éviter, des paragraphes rédigés étant largement préférés. Les tableaux sont à réserver à la présentation de données structurées (résultats, etc.).
- Les appels de note de bas de page (petits chiffres en exposant, introduits par l'outil «  Source ») sont à placer entre la fin de phrase et le point final[comme ça].
- Les liens internes (vers d'autres articles de Wikipédia) sont à choisir avec parcimonie. Créez des liens vers des articles approfondissant le sujet. Les termes génériques sans rapport avec le sujet sont à éviter, ainsi que les répétitions de liens vers un même terme.
- Les liens externes sont à placer uniquement dans une section « Liens externes », à la fin de l'article. Ces liens sont à choisir avec parcimonie suivant les règles définies. Si un lien sert de source à l'article, son insertion dans le texte est à faire par les notes de bas de page.
- La présentation des références doit suivre les conventions bibliographiques. Il est recommandé d'utiliser les modèles {{Ouvrage}}, {{Chapitre}}, {{Article}}, {{Lien web}} et/ou {{Bibliographie}}. Le mode d'édition visuel peut mettre en forme automatiquement les références.
- Insérer une infobox (cadre d'informations à droite) n'est pas obligatoire pour parachever la mise en page.

Pour une aide détaillée, merci de consulter Aide:Wikification.
Si vous pensez que ces points ont été résolus, vous pouvez retirer ce bandeau et améliorer la mise en forme d'un autre article.
Moira (prononcé [mɔjɽɛ̃ː]) est un village dans le Bardez Taluka du district du nord de Goa en Inde. Il a accueilli un certain nombre d'individus notables de Goa, tandis que d'autres personnalités y trouvent leurs racines. Jusqu'à un passé récent, Moira était connue pour ses grandes bananes typiques (connues sous le nom de Mundollchim kellim à Konkani) qui poussaient dans la région.

## Étymologie
Le village tire son nom de soit de Moriya, un mot décrivant  colonie de Mauryan (le mor en français : « le paon ») était un symbole important de l'Empire maurya) soit de 'Moim', une localité près de Tivim (beaucoup de premiers colons de Moira venaient de Tivim).
Le défunt historien Dr. Teotónio de Souza a publié une brochure sur Moira pour le 350e anniversaire de son église en 1986. Ses écrits sur le même sujet sont également disponibles dans un texte local récemment publié.

## Christianisme

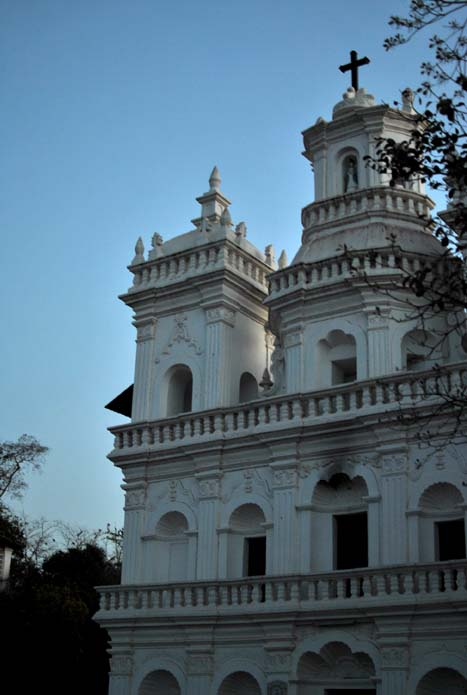
Église de Moira au crépuscule

Les conversions massives des villageois de Moira au christianisme se seraient produites vers 1619, selon De Souza. Un acte rédigé à Goa le 14 mars 1623 et conservé à la Bibliothèque nationale de Lisbonne indique que Joseph de Coutre (dit « Couto » à Goa) a aidé financièrement les franciscains à construire la première église de Moira. Cela est en contradiction avec le récit de Paulo de Trindade, qui a déclaré que l'église était entièrement financée par les villageois locaux. Les deux frères flamands - les diamantaires Jacques et Joseph de Coutre - vivaient à Goa au moment de la construction de l'église.
Bien que des hommes et des femmes aient été arrêtés par le Saint-Office de l'Inquisition lors de son autodafé dans la cathédrale le 7 décembre 1664, Moira fut relativement indemne par l'Inquisition portugaise.

## Époque contemporaine
Le village de Moira a connu beaucoup d'émigration, notamment dans le cadre de la migration initiale de Goa vers l'Afrique alors sous domination britannique, au XXe siècle. Au cours des deux dernières décennies, d'autres colons ont installé des maisons dans le village. En 2020, le club du village local - l'Associação Académica de Moira - a célébré son centenaire. Il abrite désormais également des centres d'art et de cuisine de premier plan.

## Réputation

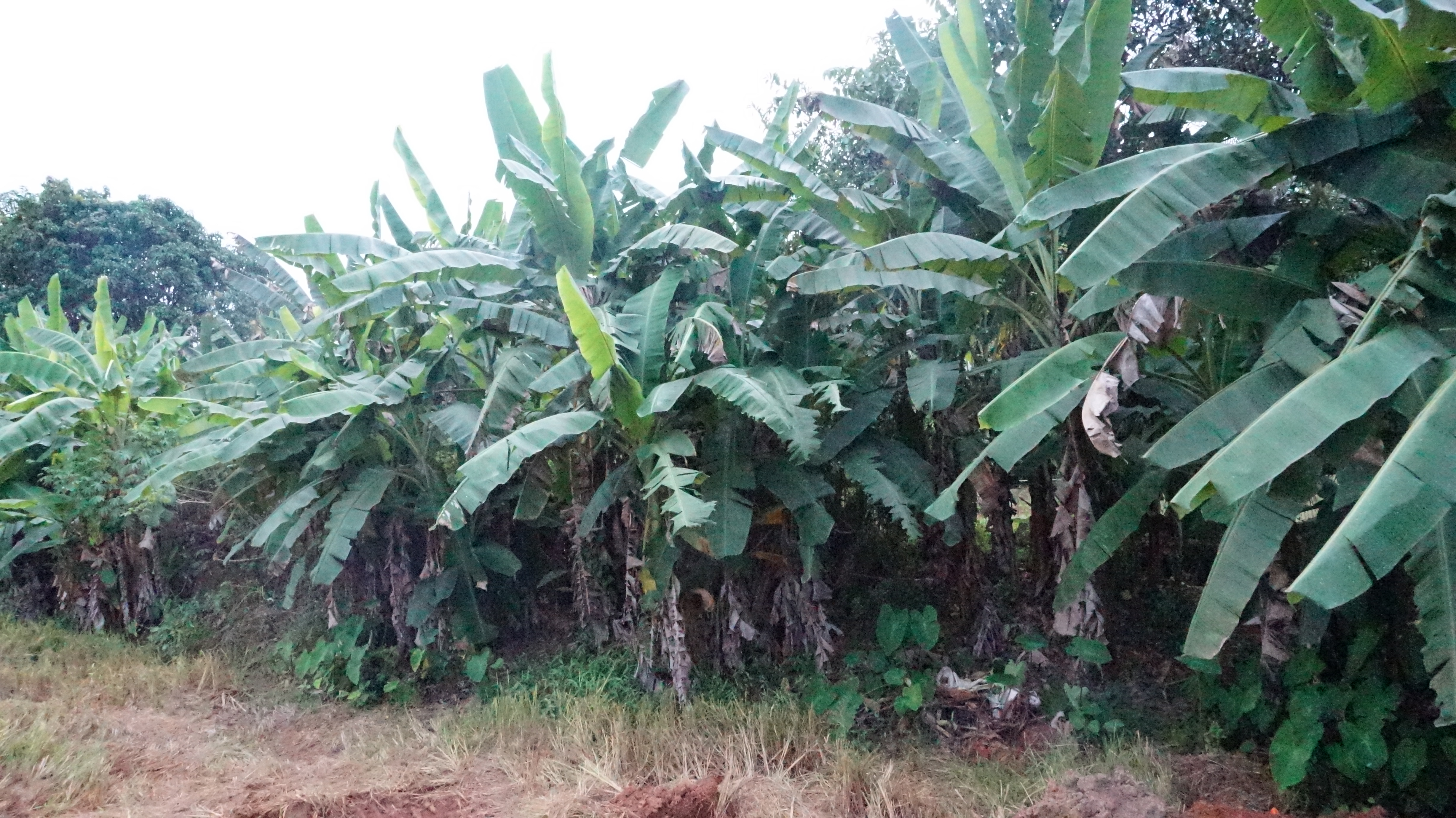
Moira était autrefois célèbre pour sa variété particulière de bananes, il n'en reste plus que quelques-unes

Dans son essai Les sages fous de Moira, le professeur Lucio Rodrigues décrit ainsi le village et ses villageois :

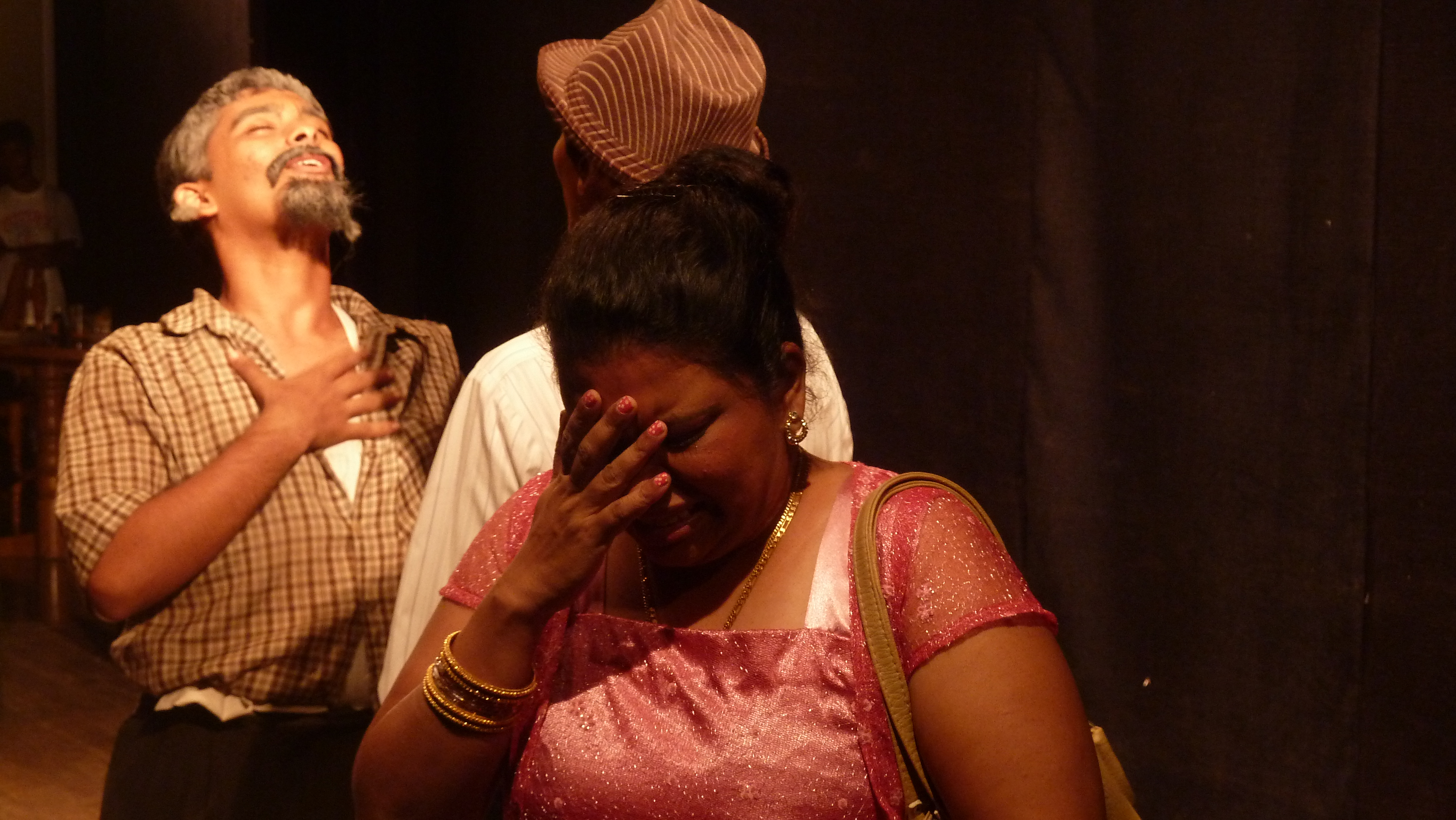
Festival de Tiatr Festival en 2014 à Goa. Une troupe de Moira fait une performance au festival des pièces de Konkani.

Glenis Maria D'Souza écrit à propos du village et de ses habitants: « Si vous vous comportez un peu idiosyncratique [sic] à Goa, ne soyez pas surpris si vous êtes appelé un 'Moidekar' ». Les villageois sont donc connus pour être à la fois travailleurs et bon vivants.

## Familles de la région
Leroy Veloso, qui a étudié les problèmes de généalogie locale, dit qu'il y a cinq vangodd (familles fondatrices ou clans) à Moira. Selon Veloso, le troisième vangodd est un composite de familles avec un certain nombre de noms de famille. Ils incluent Jack de Sequeira et Erasmo Sequeira.

## Personnalités notables

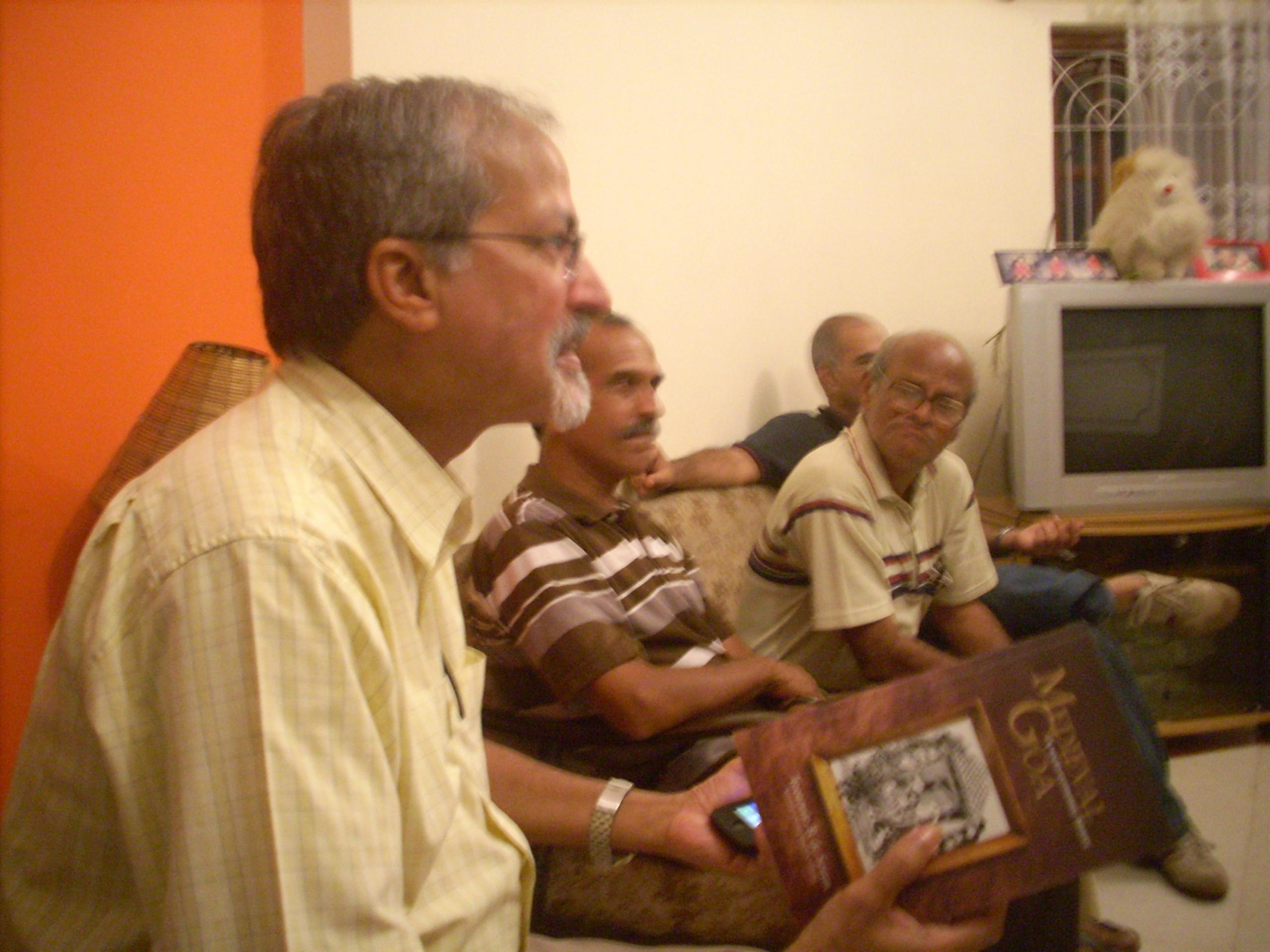
Expatriés et locaux se retrouvent dans le village de Moira, Goa.

- Jack Sequeira - éminent politicien de Goa et premier chef de l'opposition de Goa
- Erasmo de Sequeira - ancien député du sud de Goa
- Teotonio R de Souza - éminent historien indo-portugais et ancien directeur du Xavier Center of Historical Research, Alto-Porvorim, Goa
- Dax da Silva - Fondateur de Lightspeed[9], une entreprise de logiciels basés sur le cloud pour points de vente[10].

## Attractions touristiques
- Les backwaters de Moira offrent une vue panoramique[11]
- Assoçiacão Académica de Moira: le club Moira de la localité de Sataporio a été fondé en 1920
- Maison ancestrale du Dr Jack de Sequeira: Elle est située à Bambordem
- Pont de Moira: Ce pont d'Atafondem relie Moira à Bastora et a été construit en 1978
- Église Notre-Dame de l'Immaculée Conception: Construite en 1636, elle est située entre Raim et Calizor. À partir de 1838, il abritait une cloche unique, qui faisait auparavant partie du couvent Madre de Deus du Vieux-Goa
- Lycée St Xavier: Fondé le 5 juin 1935, il est géré par la Société Diocésaine d'Éducation[3]

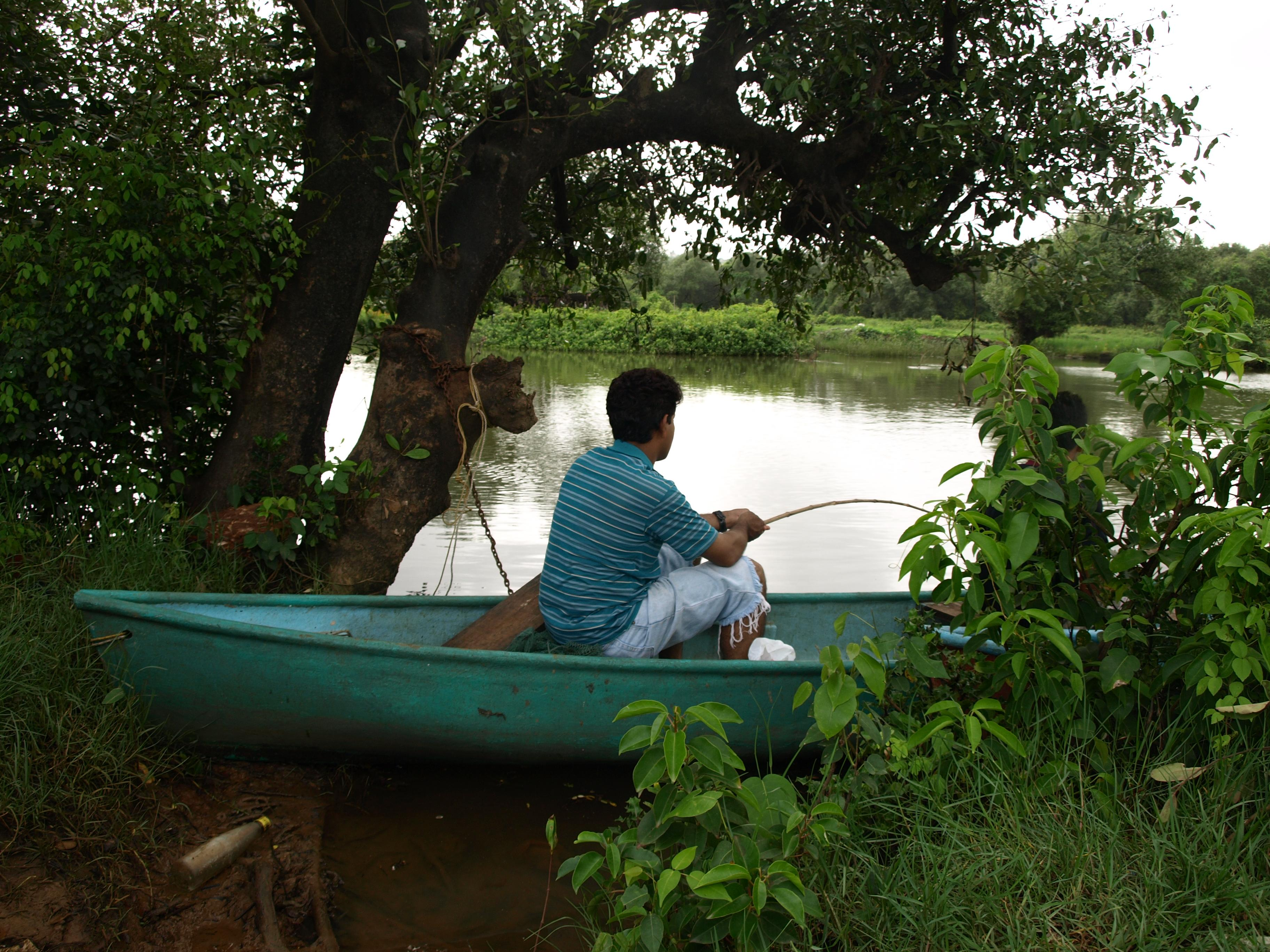
En route vers Moira et Aldona
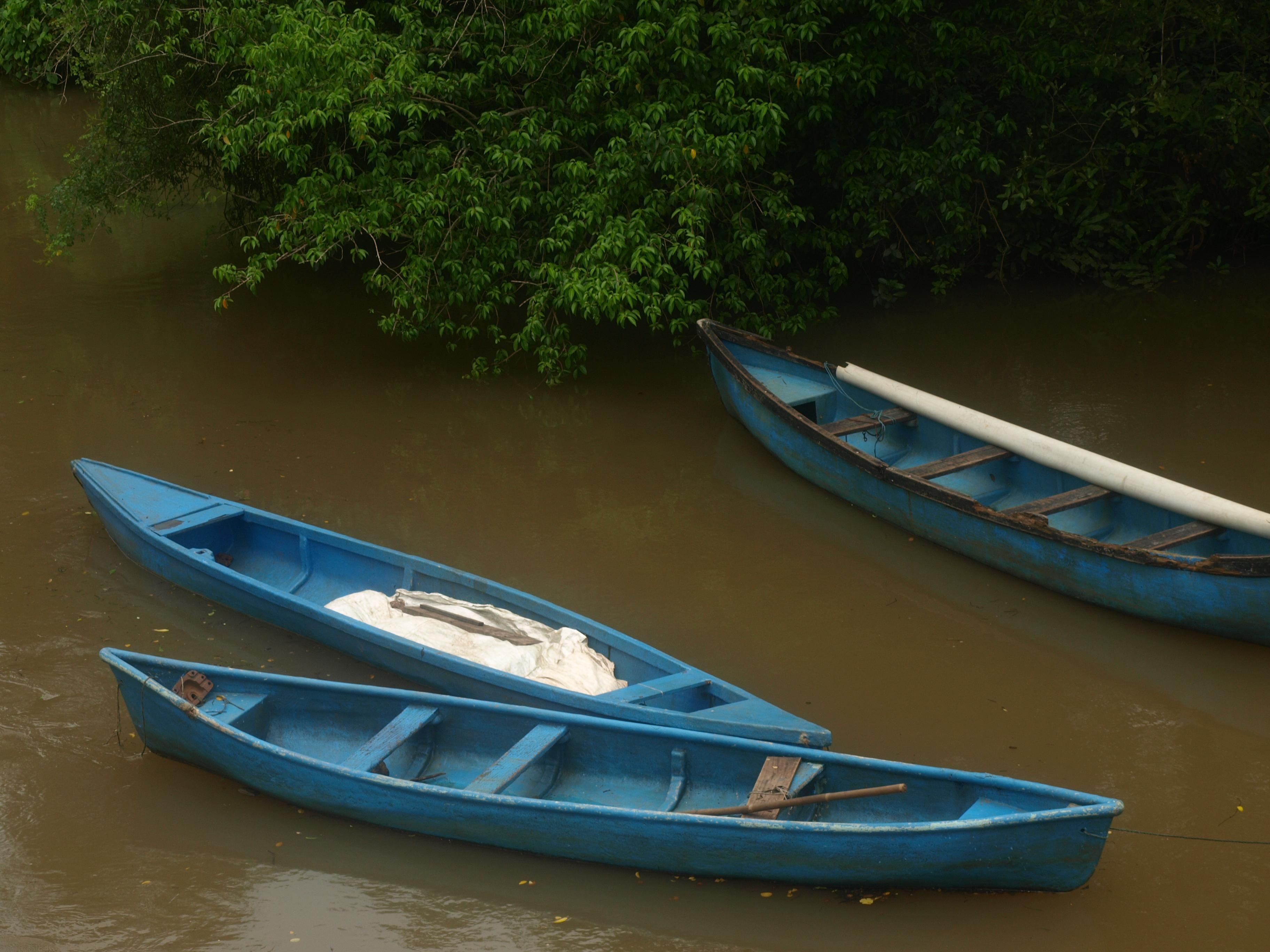
Entrée à Moira, un village entouré de rivières à Goa
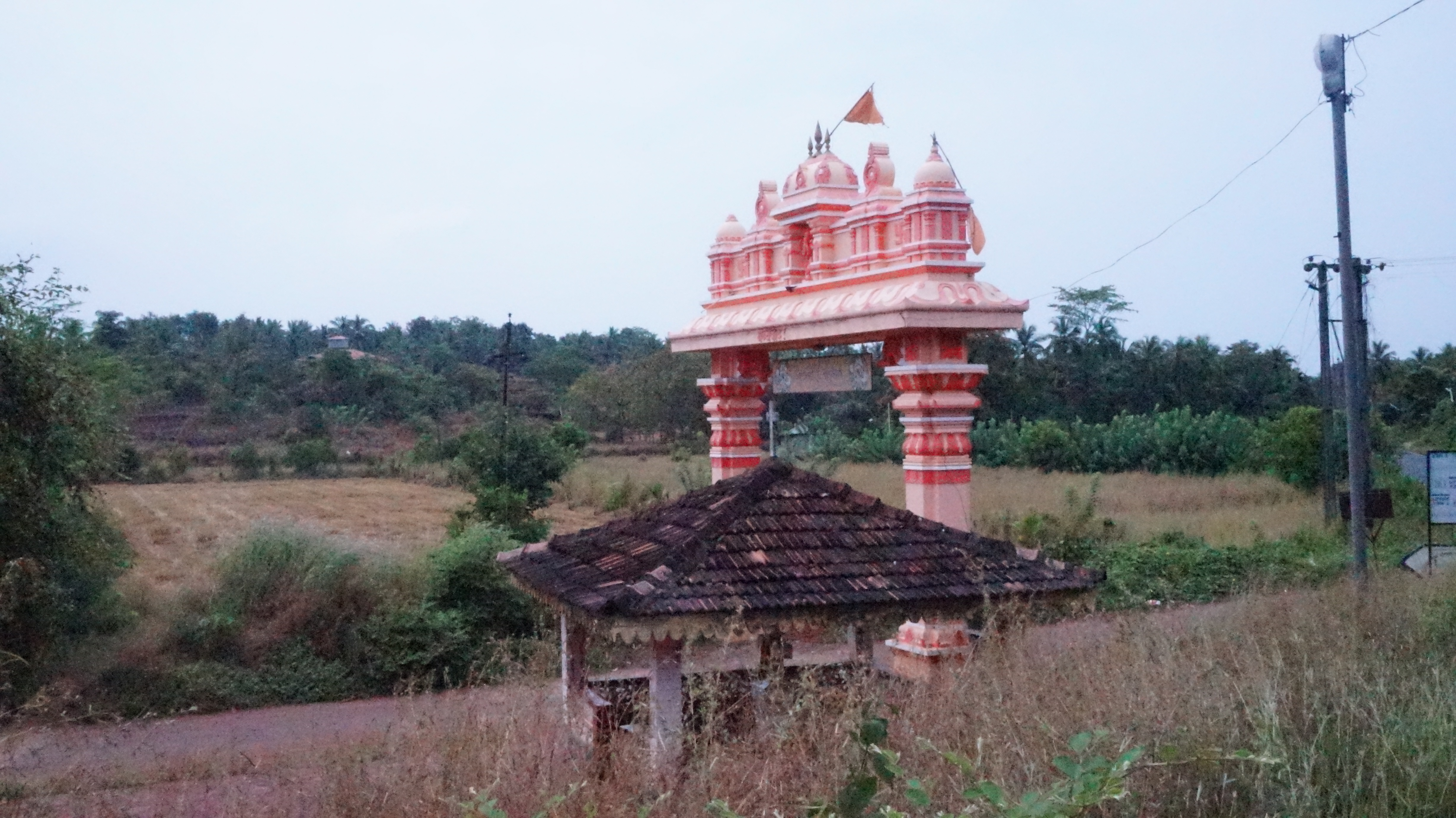
Route Moira-Nachinola menant à Aldona